# BACK TO SCHOOL!
『BACK TO SCHOOL!』（バックトゥスクール!）は、フジテレビ系列で2019年10月30日から2020年3月11日まで毎週水曜日 22:00 - 22:54（JST）に放送されていたバラエティ番組である。全11回。

## 概要
“もっといっぱい友達がほしかった”、“もっと思いっきり恋をしてみたかった”など、「学生時代にやり残してしまった…」という後悔の気持ちを心のどこかに抱きながら大人になってしまった芸能人が一度だけ学校に戻ることができる“数日間の物語”に密着した青春ドキュメントバラエティー。MCは、風間俊介と麒麟の川島明と杉原千尋（フジテレビアナウンサー）が務める。
しかし、平均視聴率（関東地区、ビデオリサーチ調べ）がレギュラー放送初回から低迷していた影響で、2020年3月11日放送をもって放送終了することとなった。しかも2019年12月からは『2019 FNS歌謡祭』や年末年始特番で1ヶ月半も放送されず、結果は1クールにも満たない「11回」放送だった。

## 出演者
MC
- 風間俊介
- 川島明（麒麟）
- 杉原千尋（フジテレビアナウンサー）

## 放送リスト

### パイロット版
| 回 | 放送日                | 放送時間（JST） | 放送枠         | ゲスト                                                                  |
| -- | --------------------- | --------------- | -------------- | ----------------------------------------------------------------------- |
| 1  | 2019年 1月4日（金曜） | 1:10 - 2:10     | （なし）       | 岡井千聖(神奈川県立元石川高等学校)、 亀田興毅(北九州市豊国学園高等学校) |
| 2  | 4月2日（火曜）        | 0:45 - 1:45     | （なし）       | 青山テルマ(沖縄県立八重山高等学校)、 岸井ゆきの                         |
| 3  | 8月17日（土曜）       | 16:00 - 17:20   | 土曜スペシャル | 川島海荷(島根県立隠岐高等学校)、 的場浩司                               |

### レギュラー版
| 2019年                                                  | 2019年   | 2019年 | 2019年                    |
| 回                                                      | 放送日   | ゲスト・取材校 | 備考                      |
| ------------------------------------------------------- | -------- | --- | ------------------------- |
| 1                                                       | 10月30日 | ANZEN漫才 みやぞん(北海道帯広農業高等学校) 木下優樹菜(愛媛県立松山北高等学校中島分校)                                              | 2時間SP （21:00 - 22:48） |
| 2                                                       | 11月6日  | 桜井日奈子(静岡県西遠女子学園高等学校)                                                                                             |                           |
| 3                                                       | 11月13日 | ゆきぽよ(沖縄県立宮古総合実業高等学校) 高橋メアリージュン(鹿児島県立種子島高等学校)                                                |                           |
| （11月20日は『ホンマでっか!?TV』2時間SP放送のため休止） |          | |                           |
| 4                                                       | 11月27日 | りんごちゃん(教えて りんごちゃん先生！/福岡県立筑豊高等学校) 高橋光臣(常翔啓光学園高等学校) 高橋みなみ(さいたま市立大宮北高等学校) | 2時間SP （21:00 - 22:48） |
| （12月4日・12月11日は『2019 FNS歌謡祭』のため休止）     |          | |                           |
| （12月18日から2020年1月15日は年末年始特番のため休止）   |          | |                           |

| 2020年                                        | 2020年  | 2020年 | 2020年                    |
| 回                                            | 放送日  | ゲスト・取材校 | 備考                      |
| --------------------------------------------- | ------- | --- | ------------------------- |
| 5                                             | 1月22日 | SixTONES 森本慎太郎(新潟県立海洋高等学校) Snow Man 佐久間大介(日本航空高等学校石川) |                           |
| 6                                             | 1月29日 | (見切れ高校生コレクション/新潟県立海洋高等学校・北海道帯広農業高等学校） ローラ(愛媛県立三崎高等学校) 松下奈緒＆ぺこぱ(埼玉県立芸術総合高等学校) ANZEN漫才 みやぞん(福井県立武生高等学校 池田分校) | 2時間SP （21:00 - 22:48） |
| 7                                             | 2月5日  | 中川翔子(京都芸術高等学校) ANZEN漫才 みやぞん(福井県立武生高等学校 池田分校) |                           |
| 8                                             | 2月12日 | ティモンディ高岸宏行（BENTO eats/青森山田高校） 土屋アンナ(ヒューマンキャンパス高等学校高松学習センター)                                                                                           |                           |
| 9                                             | 2月19日 | 藤田ニコル(昭和学院高等学校) 久間田琳加(京都府立北桑田高等学校) |                           |
| 10                                            | 2月26日 | (部活対抗 大食い甲子園/桐生第一高等学校） 朝比奈彩(岐阜県立岐阜商業高等学校) |                           |
| （3月4日は『爆買い☆スター恩返し』のため休止） |         | |                           |
| 11                                            | 3月11日 | 水原希子(沖縄県立八重山農林高等学校) |                           |

## ネット局
| 放送対象地域   | 放送局                    | 系列           | 放送時間           | ネット状況 |
| -------------- | ------------------------- | -------------- | ------------------ | ---------- |
| 関東広域圏     | フジテレビ（CX）          | フジテレビ系列 | 水曜 22:00 - 22:54 | 制作局     |
| 北海道         | 北海道文化放送（uhb）     | フジテレビ系列 | 水曜 22:00 - 22:54 | 同時ネット |
| 岩手県         | 岩手めんこいテレビ（mit） | フジテレビ系列 | 水曜 22:00 - 22:54 | 同時ネット |
| 宮城県         | 仙台放送（OX）            | フジテレビ系列 | 水曜 22:00 - 22:54 | 同時ネット |
| 秋田県         | 秋田テレビ（AKT）         | フジテレビ系列 | 水曜 22:00 - 22:54 | 同時ネット |
| 山形県         | さくらんぼテレビ（SAY）   | フジテレビ系列 | 水曜 22:00 - 22:54 | 同時ネット |
| 福島県         | 福島テレビ（FTV）         | フジテレビ系列 | 水曜 22:00 - 22:54 | 同時ネット |
| 新潟県         | NST新潟総合テレビ（NST）  | フジテレビ系列 | 水曜 22:00 - 22:54 | 同時ネット |
| 長野県         | 長野放送（NBS）           | フジテレビ系列 | 水曜 22:00 - 22:54 | 同時ネット |
| 静岡県         | テレビ静岡（SUT）         | フジテレビ系列 | 水曜 22:00 - 22:54 | 同時ネット |
| 中京広域圏     | 東海テレビ（THK）         | フジテレビ系列 | 水曜 22:00 - 22:54 | 同時ネット |
| 富山県         | 富山テレビ（BBT）         | フジテレビ系列 | 水曜 22:00 - 22:54 | 同時ネット |
| 石川県         | 石川テレビ（ITC）         | フジテレビ系列 | 水曜 22:00 - 22:54 | 同時ネット |
| 福井県         | 福井テレビ（FTB）         | フジテレビ系列 | 水曜 22:00 - 22:54 | 同時ネット |
| 近畿広域圏     | 関西テレビ（KTV）         | フジテレビ系列 | 水曜 22:00 - 22:54 | 同時ネット |
| 島根県・鳥取県 | 山陰中央テレビ（TSK）     | フジテレビ系列 | 水曜 22:00 - 22:54 | 同時ネット |
| 岡山県・香川県 | 岡山放送（OHK）           | フジテレビ系列 | 水曜 22:00 - 22:54 | 同時ネット |
| 広島県         | テレビ新広島（TSS）       | フジテレビ系列 | 水曜 22:00 - 22:54 | 同時ネット |
| 愛媛県         | テレビ愛媛（EBC）         | フジテレビ系列 | 水曜 22:00 - 22:54 | 同時ネット |
| 高知県         | 高知さんさんテレビ（KSS） | フジテレビ系列 | 水曜 22:00 - 22:54 | 同時ネット |
| 福岡県         | テレビ西日本（TNC）       | フジテレビ系列 | 水曜 22:00 - 22:54 | 同時ネット |
| 佐賀県         | サガテレビ（STS）         | フジテレビ系列 | 水曜 22:00 - 22:54 | 同時ネット |
| 長崎県         | テレビ長崎（KTN）         | フジテレビ系列 | 水曜 22:00 - 22:54 | 同時ネット |
| 熊本県         | テレビくまもと（TKU）     | フジテレビ系列 | 水曜 22:00 - 22:54 | 同時ネット |
| 宮崎県         | テレビ宮崎（UMK）         | フジテレビ系列 | 水曜 22:00 - 22:54 | 同時ネット |
| 鹿児島県       | 鹿児島テレビ（KTS）       | フジテレビ系列 | 水曜 22:00 - 22:54 | 同時ネット |
| 沖縄県         | 沖縄テレビ（OTV）         | フジテレビ系列 | 水曜 22:00 - 22:54 | 同時ネット |

- テレビ山口（tys・TBS系列）では、他のフジテレビ系遅れネット番組の休止による穴埋めとして不定期に放送していた。

## スタッフ

### レギュラー版
- ナレーター：岸井ゆきの、窪田等（窪田→2020年1月22日-）
- 構成：山本太蔵 / そーたに、安部裕之、平村隼人、鈴木遼（安部～鈴木→2020年1月22日-）
- TP：高瀬義美
- TM：橋本雄司
- SW：森内一行
- CAM：川治諒祐
- VE：山下将平
- AUD：浮所哲也
- LD：川田敦史
- 美術プロデューサー：三竹寛典
- デザイン：杉山宏樹
- アートディレクター：谷元沙紀
- 大道具：藤井雅人
- アクリル装飾：稲垣雄二
- 装飾：門間誠
- 電飾：萩島彩実
- メイク：山田かつら
- 編集：小林美善、小口夏樹、小池隆介
- MA：土屋由香、岩佐早紀子
- 音効：高津浩史
- リサーチ：森祐介（スコープ）
- PR協力：大石雄士、茂庭竜太
- 技術協力：ニユーテレス、IMAGICA、fmt、J-crew、EBCプロダクション、イメージランド
- ロケCAM：大塚孝輔、黒川広仁、田村誠志、岸上健二、蜜谷司、本山浩光、大西拓斗、桜居大輔、成田誠、水岡健太、山本祐吉、三好陽人、上地勝
- 撮影協力　居酒屋シノワーズ武ちゃん
- 制作協力：ZION、TSP、TV BOX、FCC
- 広報：高橋慶哉
- TK：楮本眞澄
- デスク：梅都恵、高橋幸里（高橋→2020年2月26日-）
- 制作進行：山脇瞳（以前はAP）
- AD：穐田章吾、小田切李緒、大平朋佳、竹ノ内智美、山本詞織、李晨、丹羽帆乃夏 / 土肥汀、中野亜喜子、小林勁太、大山琢也
- ディレクター：奥川祐輝、花岡圭一郎、濱本美香、森健宜、谷中功、佐藤真吾、田村育、楠田健太/ 江種洋二、中村慶、前田愛美、瀧澤卓、高瀬康宏、加藤貴大、柳瀬寿明、宇都竜太、井上光紀
- AP：山岡恭典 / 伊達和輝、松浦あゆみ、橋本由生、山脇達雄、斉藤陽子
- キャスティングP：児玉芳郎、永瀬琢也、藤本大介
- プロデューサー：三浦佳憲、丸目博則、田中美咲 / 三宅瑠衣子、伊藤征章、春日聰
- 演出：田中良樹
- チーフプロデューサー：大江菊臣
- 制作：フジテレビ編成制作局制作センター第二制作室
- 制作著作：フジテレビ

### パイロット版
- 制作統括：中嶋優一（パイロット版第1,2回）
- ナレーター：岸井ゆきの
- 構成：山本太蔵
- TP：高瀬義美（パイロット版第2回）
- SW：矢代祐一（パイロット版第3回）
- CAM：伊郷憲二（パイロット版第1回）、小川利行（パイロット版第2回）、小出豊（パイロット版第3回）
- VE：水野博道（パイロット版第1回）、土井理沙（パイロット版第2,3回）
- AUD：浮所哲也
- LD：川田敦史
- ロケ技術：佐藤貴志、田村誠司（2人共→パイロット版第3回）
- 美術プロデューサー：三竹寛典
- デザイン：杉山宏樹
- アートディレクター：谷元沙紀
- 大道具：浅見大、藤井雅人（藤井→パイロット版第1,3回）
- アクリル装飾：鈴木竜、稲垣雄二（稲垣→パイロット版第1回）
- 装飾：門間誠
- 電飾：斉藤誠二（パイロット版第3回）
- メイク：山田かつら
- 編集：星野裕也、浜野康良（星野・浜野→パイロット版第1回）、小林美善、小口夏樹（小口→パイロット版第3回）
- MA：足達健太郎
- 音効：高津浩史
- リサーチ：稲津太周（パイロット版第1,2回）、スコープ（パイロット版第3回）
- ロケ協力：神奈川県立元石川高等学校、豊国学園高等学校（元石川高・豊国学園→パイロット版第1回）、沖縄県立八重山高等学校（パイロット版第2回）、島根県立隠岐高等学校（パイロット版第3回）
- 技術協力：ニユーテレス、IMAGICA、fmt、石垣ドローン（石垣→パイロット版第2回）
- カラオケ音源協力：DAM by.第一興商
- 編成：長嶋大介（パイロット版第1回）
- 広報：長谷川智子（パイロット版第1,2回）、高橋慶哉（パイロット版第3回）
- TK：楮本眞澄
- デスク：梅都恵
- AD：土肥汀、中野里香、穐田章吾（中野里→パイロット版第1回、穐田→パイロット版第2,3回）、中野亜喜子、伊藤響（中野亜・伊藤→パイロット版第3回）
- ディレクター：井上光紀、江種洋二、前田愛美、楠田健太、中村慶（井上・江種→パイロット版第1回、前田・楠田→パイロット版第2,3回、中村→パイロット版第3回）
- チーフディレクター：前田愛美（パイロット版第1回）
- AP：松浦あゆみ
- プロデューサー：星利也、三宅瑠衣子、児玉芳郎（児玉→パイロット版第3回）
- 企画・演出：田中良樹
- チーフプロデューサー：大江菊臣
- 制作協力：TV BOX
- 制作：フジテレビ編成制作局制作センター第二制作室
- 制作著作：フジテレビ

### 過去のスタッフ
- TP：児玉洋
- MA：足達健太郎